# Chuka (langue)
Le chuka, aussi appelé kichuka, est une langue bantoue parlée au Kenya. Il est proche du tharaka et fait partie du même groupe que le meru et le mwimbi-muthambi qui sont parfois considérés comme dialectes d’une même langue.

## Écriture
| A a     | B b   | C c   | E e | G g | I i | Ĩ ĩ   | K k | M m | N n | ND nd |
| NG’ ng’ | NJ nj | NY ny | O o | R r | T t | TH th | U u | Ũ ũ | W w | Y y   |